# Relations entre la Belgique et l'Estonie
Les relations entre la Belgique et l'Estonie sont les relations bilatérales de la Belgique et de l'Estonie, deux États membres de l'Union européenne. Les relations sont considérées comme « excellente dans les sphères politiques, économiques et culturelles ainsi que l'éducation ». Les deux pays sont membres de l'OTAN et l'Union européenne.

## Histoire

### Premières relations diplomatiques entre-deux guerres (1921-1939)
Les relations entre les deux pays ont été établies le 26 janvier 1921 après que la Belgique ait reconnu de jure l'indépendance de l'Estonie. 
À partir de 1920, la diplomatie belge dispose d’une légation à Riga et d’un consulat à Tallinn. La légation est accréditée à la fois auprès des gouvernements de Lettonie, d’Estonie et de Lituanie alors que le consulat de Tallinn n’est accrédité qu’auprès du gouvernement estonien. Les relations diplomatiques et consulaires de la Belgique, telles que reflétées dans les documents diplomatiques belges, semblent plus étroites avec la Lettonie et l’Estonie. Ainsi,  à Tallinn, l’homme d’affaires belge, Michel Nicaise est nommé consul honoraire de Belgique de 1920 à 1939. Il adresse régulièrement à Bruxelles des rapports critiques et bien documentés sur l’évolution de la situation des pays baltes et de l’URSS. En 1940, à cause de la Seconde Guerre, il se réfugie en Finlande, puis en Suède.

### Seconde Guerre mondiale et annexion par la Russie (1940-1991)
En août 1940, l'Estonie est envahie par l'armée soviétique et la République socialiste soviétique d'Estonie rejoint l'Union soviétique. Elle est occupée ensuite par l'Allemagne nazi jusqu'en 1944, date à laquelle elle est de nouveau annexé par l'Union soviétique. Elle en restera partie intégrante jusqu'en 1991.

### Indépendance de l'Estonie
Le 27 août 1991, la Belgique reconnaît de nouveau l'indépendance de l'Estonie de l'Union soviétique. Les relations diplomatiques sont rétablies le 5 septembre de la même année.

### Adhésion de l'Estonie à l'Union européenne
Le 7 juillet 2005, la Belgique ouvre son ambassade à Tallinn. L'Estonie adhère à l'Union européenne le 1er mai 2004.

### Depuis l'adhésion à l'Union européenne
La Belgique ferma son ambassade le 28 février 2015 et est désormais représentée depuis la Finlande.

## Coopérations thématiques

### Économie
En 2016, les exportations belges vers l'Estonie s'élevaient à 269,9 millions d'euros, tandis que les exportations estoniennes vers la Belgique s'élevaient à 209,1 millions d'euros.

### Défense
La coopération entre la Belgique et l'Estonie en matière de défense se concrétise dans des projets tels que le projet BALTRON et les contre-mesures pour lutter contre les mines marines.
La Belgique participe également à la mission Baltic Air Policing du 30 mars au 1er juillet 2004 (premier groupe à y participer), du 1er décembre 2006 au 1er avril 2007, du 3 septembre 2013 au 3 janvier 2014, du 1er janvier au 1er septembre 2015, du 7 janvier au 28 avril 2016 et du 30 août 2017 au 10 janvier 2018.

## Sources

## Compléments